# Rathaus Heinrichs (Suhl)

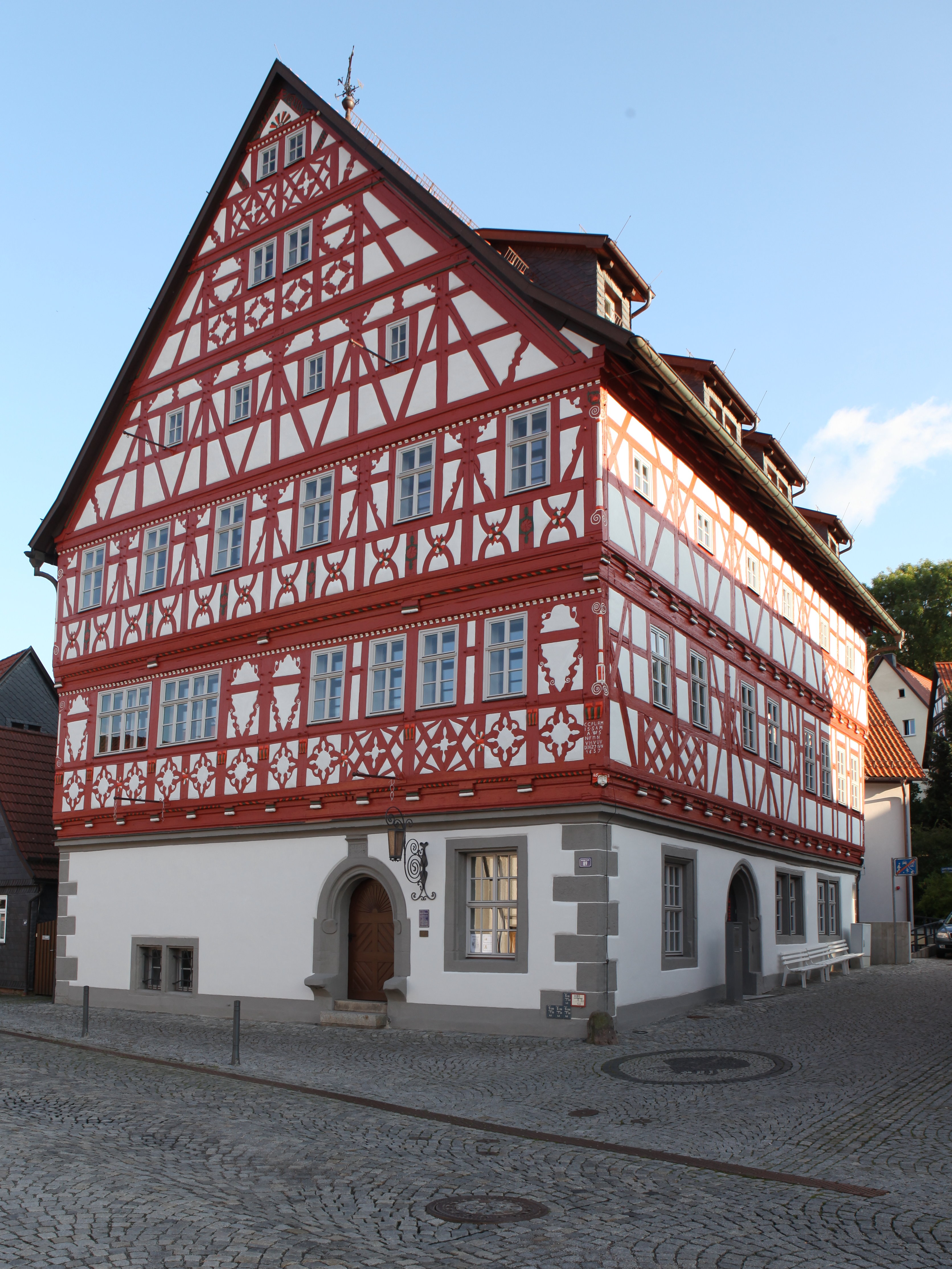
Rathaus Heinrichs (Suhl)

Das ehemalige Rathaus Heinrichs, heute dient es als Heimatmuseum und Volkshochschule, steht  in der Meininger Straße 89 von Heinrichs, einem Ortsteil von Suhl in Südthüringen.

## Beschreibung
Das massive, verputzte, mit Ecksteinen dekorierte Erdgeschoss wurde laut Inschrift 1551 errichtet. Das giebelständige Gebäude erhielt 1657 zwei Obergeschosse aus sichtbarem Fachwerk. Das Fachwerk der Giebelseite hat geschweifte Andreaskreuze, das der Traufseiten Streben und Riegel. Im Erdgeschoss befindet sich der Ratskeller, im ersten Obergeschoss wurde der Saal für den Stadtrat wiederhergestellt. Im zweiten Obergeschoss befand sich ursprünglich der Tanzboden, der 1922 zu Wohnungen umgebaut wurde.

## Philatelie
Das Gebäude wurde im 20. Jahrhundert zweimal auf Briefmarken abgebildet. Im Briefmarken-Jahrgang 1978 der Deutschen Post der DDR erschien eine Sondermarke im Rahmen der Serie Fachwerkbauten in der DDR mit einem Nennwert von 10 Pfennig. Die Deutsche Bundespost verausgabte 1994 eine Dauermarke mit dem Motiv im Rahmen der Serie Sehenswürdigkeiten mit dem Nennwert 5,50 Deutsche Mark.